# ناو کلاس چلنجر
کروزر کلاس چلنجر (به انگلیسی: Challenger-class cruiser) یک کلاس از کشتی است که طول آن ۳۵۵ فوت (۱۰۸٫۲ متر) می‌باشد.